# Odontomachus biolleyi
Odontomachus biolleyi är en myrart som beskrevs av Auguste-Henri Forel 1908. Odontomachus biolleyi ingår i släktet Odontomachus och familjen myror. Inga underarter finns listade i Catalogue of Life.